# Chiesa dei Santi Filippo e Giacomo (Campitello di Fassa)
La chiesa dei Santi Filippo e Giacomo è la parrocchiale di Campitello di Fassa in Trentino. Fa parte della zona pastorale di Fiemme e Fassa e risale al XIII secolo.

## Storia

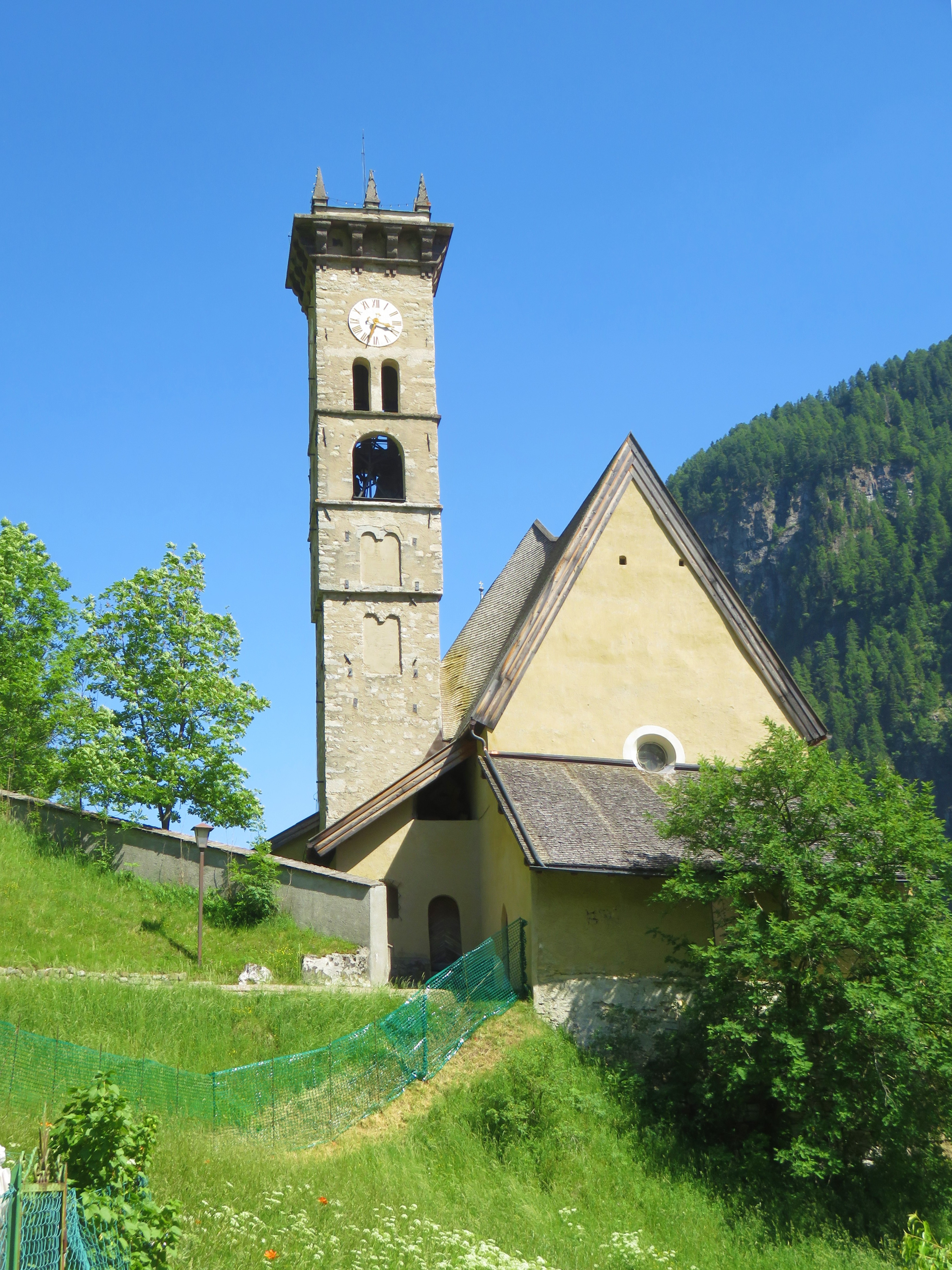
Vista della facciata e del campanile.

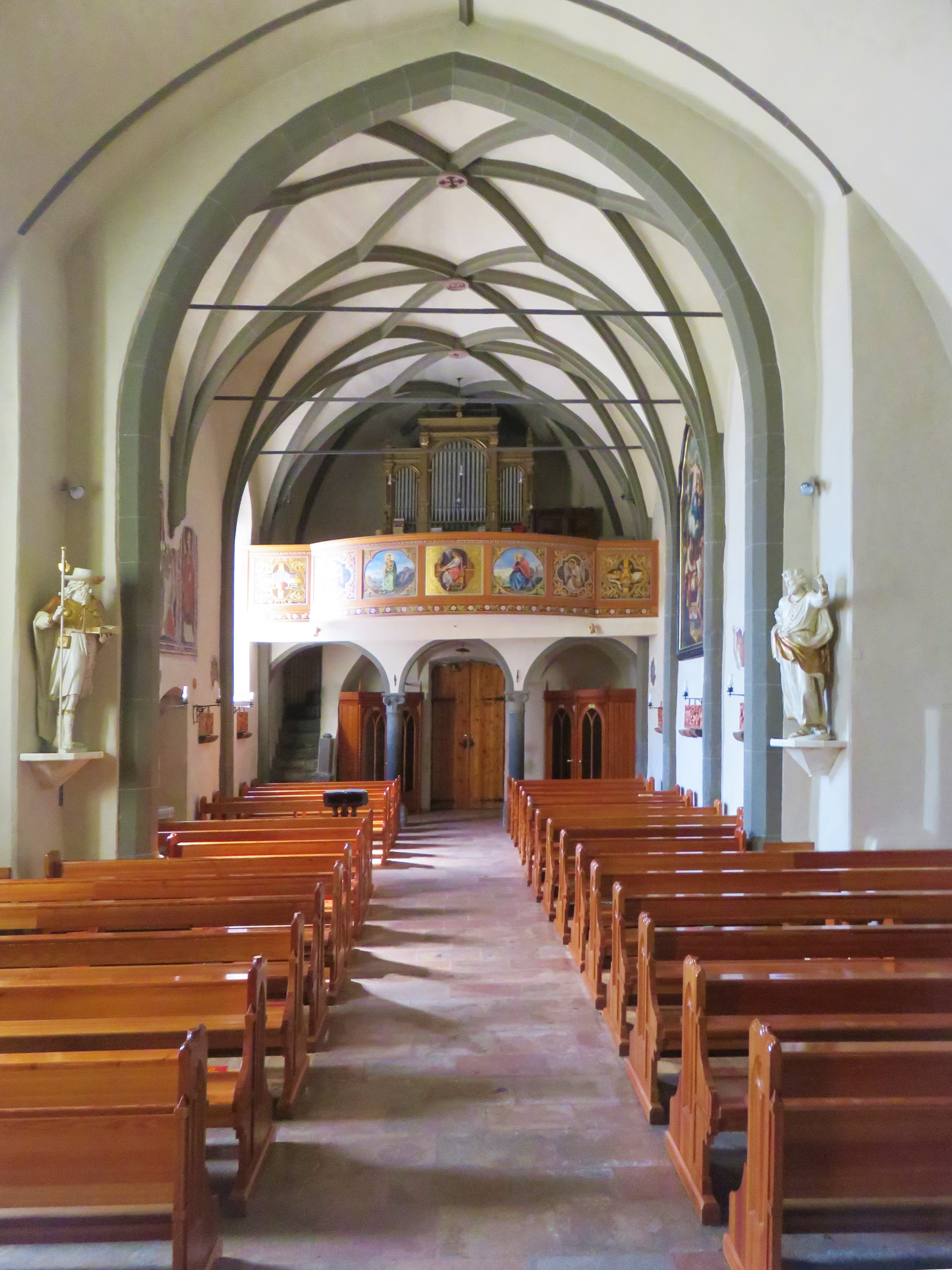
Navata con organo. Ai lati della navata statue di San Filippo e San Giacomo.

La chiesa fu costruita nel XIII secolo e le prime notizie al riguardo sono del 1245. Ha subito vari rimaneggiamenti e restauri nel corso dei secoli e l'intervento più importante ci fu quando venne completamente ricostruita nel 1525 in stile gotico. 
Il campanile è stato in parte rifatto dopo i danneggiamenti subiti per essere stato colpito da un fulmine nel 1852. Nel 1958 alcuni lavori hanno scoperto la presenza di affreschi medievale sulle pareti laterali della navata.

## Descrizione

### Esterni
Il suo campanile è l'unico di tutta la val di Fassa ad avere l'aspetto di una torre, terminando con piccole guglie simili ad una merlatura e non con una tipica cuspide. Un campanile che ha caratteristiche simili si può vedere nella chiesa di San Sebastiano, a Cavalese, che si trova nella vicina val di Fiemme. 

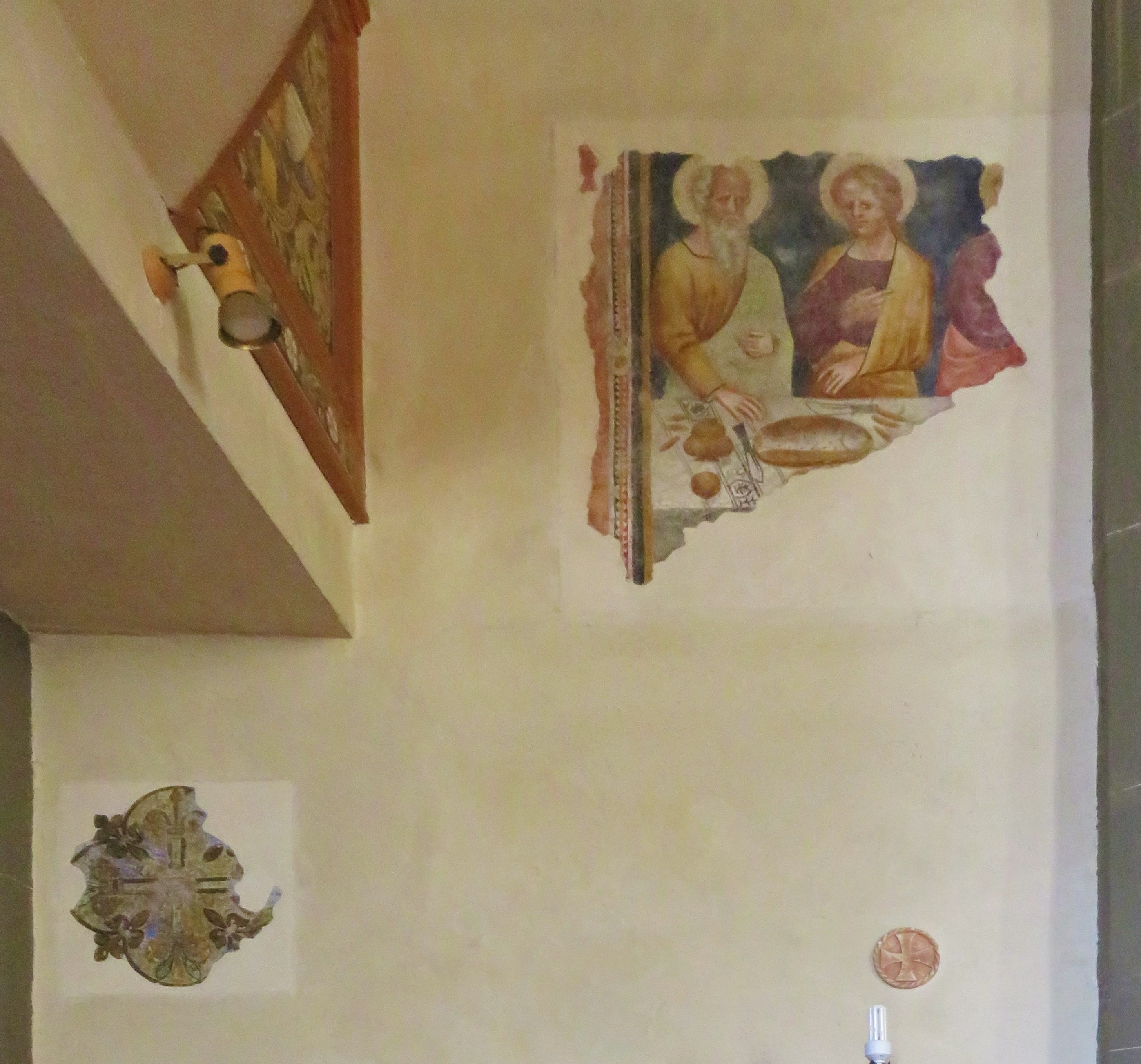
Resto dell'affresco raffigurante l'Ultima Cena del XIV secolo attribuito al Maestro di Sant'Urbano.

Le decorazioni delle pareti meridionali esposte alla valle sono notevoli. Nella parte absidale è presente un grande affresco raffigurante san Cristoforo che risale al 1689 e tutta la parte bassa riporta una Via Crucis del 1742.

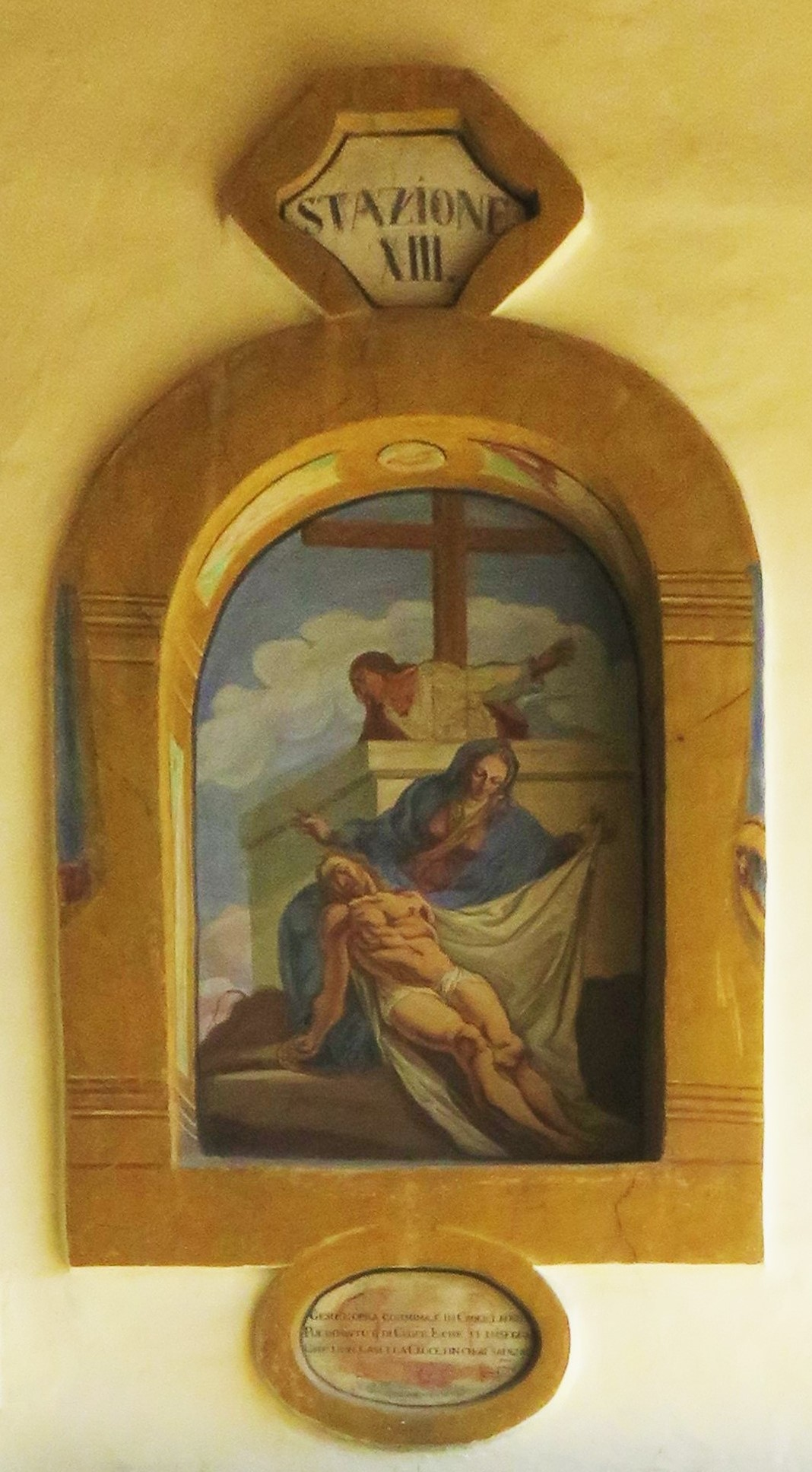
Via Crucis sulle pareti della chiesa. Stazione XIII.

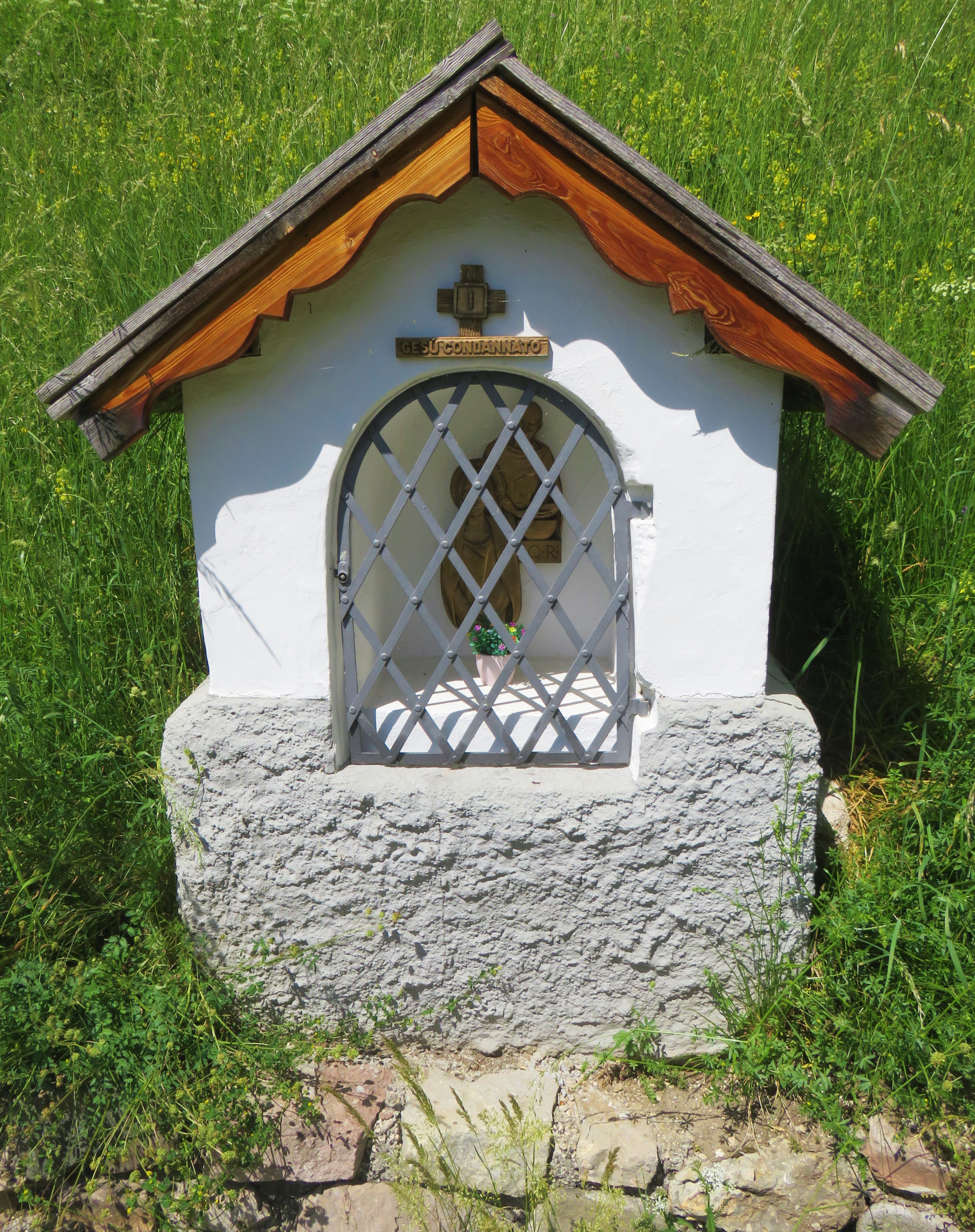
Via Crucis del percorso che sale in direzione di strada di Pian. Stazione I.

### Interni
L'interno è a navata unica. Sopra il portale di accesso in controfacciata si trova un prezioso organo a canne. Le pareti, dopo l'ultimo restauro, conservano pochi lacerti di affresco e si possono ancora ammirare il piccolo frammento raffigurante l'Ultima Cena del XIV secolo, attribuito al Maestro di Sant'Urbano, e con le figure delle sante Barbara e Giuliana del XV secolo, opera del Maestro di Lisignago. 
Ancora ben conservata è la grande pala di scuola veneta dedicata all'Assunzione di Maria, della fine del XVIII secolo.

## Vie Crucis
Alla chiesa parrocchiale sono legate due importanti Vie Crucis:
- Via Crucis con 14 stazioni del 1742 sulle pareti esterne della chiesa attribuita a Giovanni Battista Cudauner (1700-1771), altoatesino stabilitosi a Campitello di Fassa.[5]

- Via Crucis che parte all'esterno del corpo architettonico della chiesa con un tipico sentiero alpino a gradoni. Il percorso comprende 13 stazioni ognuna con una sua piccola cappella e arriva alle poche case di Pian. Lungo la via sono presenti anche altre piccole cappelle con frasi in ladino.[7]